# Ilex

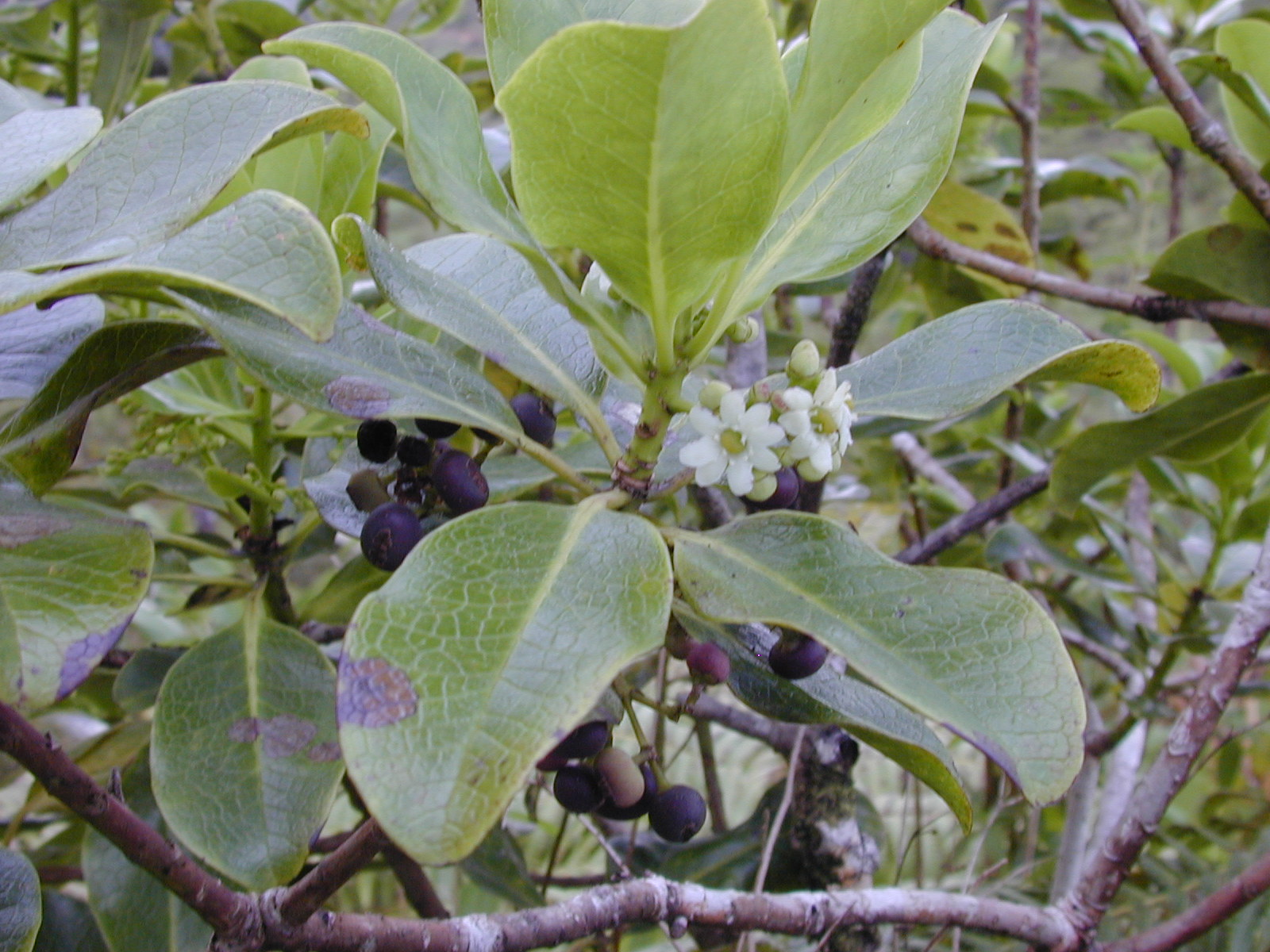
Ilex anomala

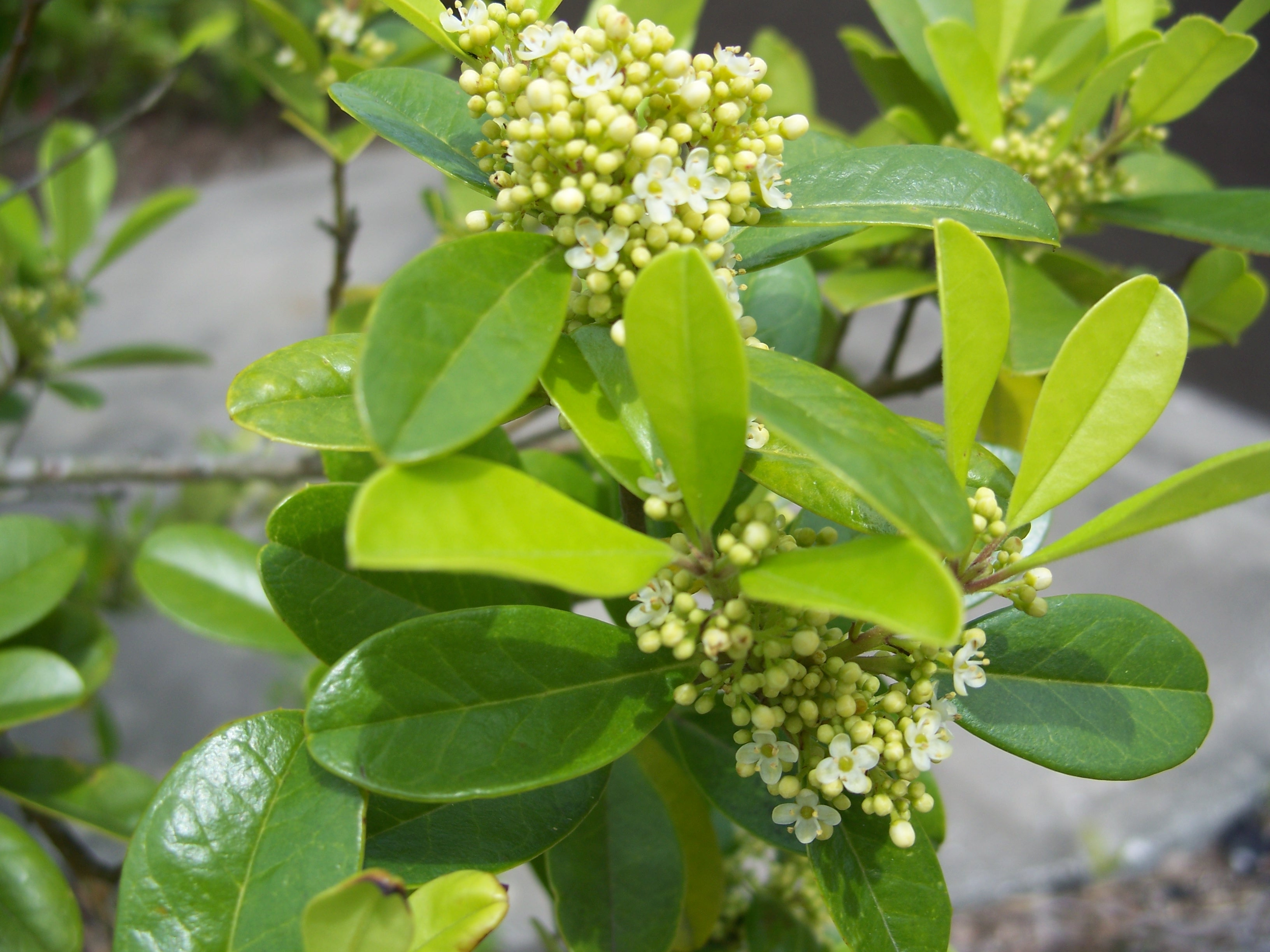
Ilex cassine

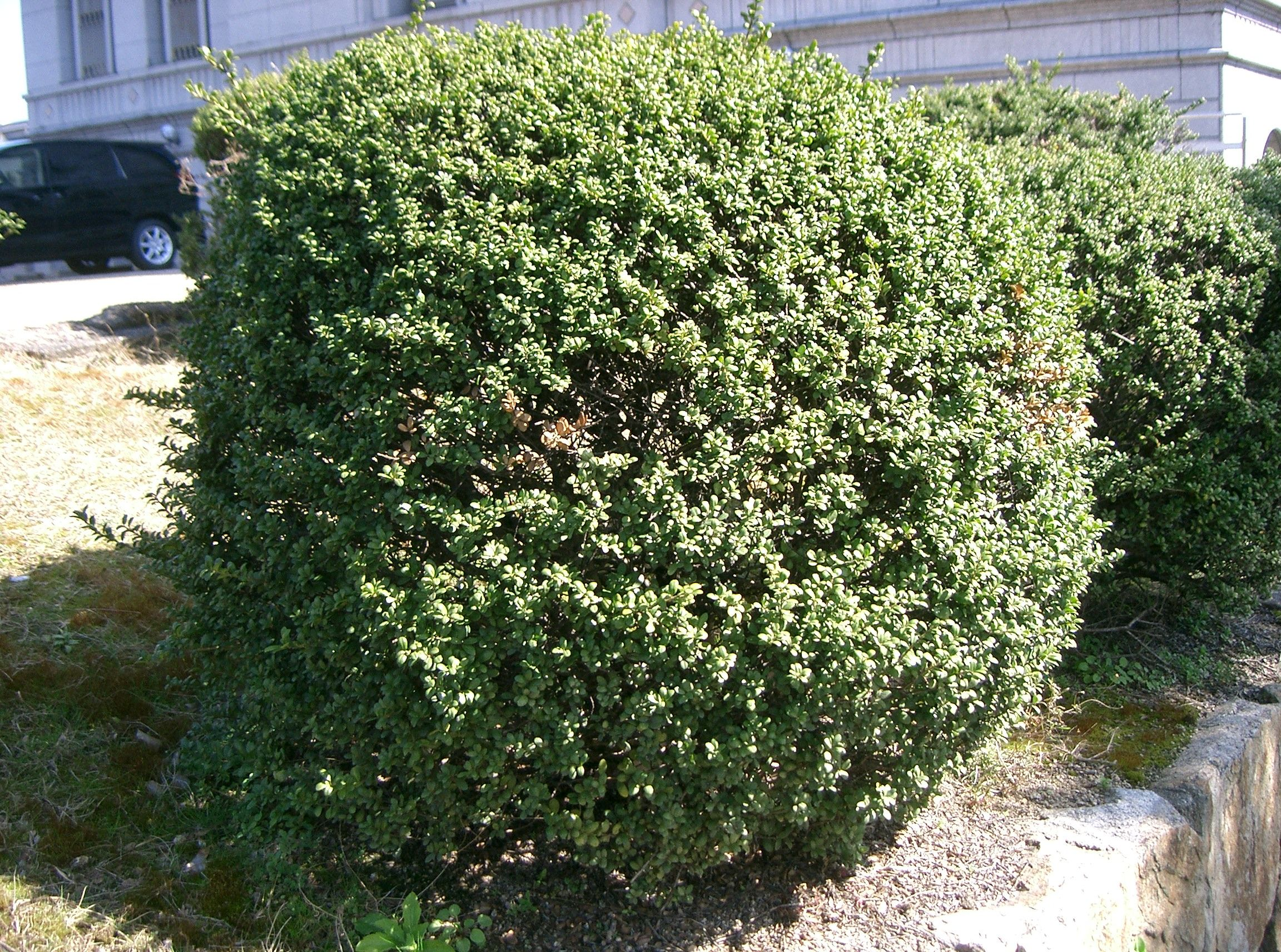
Ilex crenata

Ilex L. é um género botânico pertencente à família Aquifoliaceae, ao qual pertencem plantas como o azevinho e a erva-mate (nativa da América do Sul).

## Sinonímia
| - Aquifolium Mill. - Macoucoua Aubl. - Nemopanthus Raf. | - Pileostegia Turcz. - Prinos L. |

## Espécies
| - Ilex affinis Gardner - Ilex ×altaclerensis (Loudon) Dallim. - Ilex amelanchier M. A. Curtis ex Chapm. - Ilex aquifolium L. - Ilex ×aquipernyi Gable ex Whittem. - Ilex argentina Lillo - Ilex arimensis (Loes.) Britton ex R. O. Williams - Ilex asprella (Hook. & Arn.) Champ. ex Benth. - Ilex azorica Loes - Ilex ×attenuata Ashe - Ilex ×beanii Rehder - Ilex bioritensis Hayata - Ilex brasiliensis (Spreng.) Loes. - Ilex brevicuspis Reissek - Ilex buergeri Miq. - Ilex canariensis Poir. - Ilex cassine L. - Ilex centrochinensis S. Y. Hu - Ilex ciliospinosa Loes. - Ilex cinerea Champ. ex Benth. - Ilex colchica Pojark. - Ilex collina Alexander - Ilex cookii Britton & P. Wilson - Ilex corallina Franch. - Ilex coriacea (Pursh) Chapm. - Ilex cornuta Lindl. & Paxton - Ilex crenata Thunb. - Ilex cyrtura Merr. - Ilex decidua Walter - Ilex delavayi Franch. - Ilex dimorphophylla Koidz. - Ilex dipyrena Wall. - Ilex dumosa Reissek - Ilex excelsa (Wall.) Hook. f. - Ilex fargesii Franch. - Ilex ficoidea Hemsl. - Ilex forrestii H. F. Comber - Ilex fragilis Hook. f. - Ilex geniculata Maxim. - Ilex georgei H. F. Comber - Ilex glabra (L.) A. Gray - Ilex goshiensis Hayata - Ilex graciliflora Champ. ex Benth. - Ilex guayusa Loes. - Ilex guianensis (Aubl.) Kuntze - Ilex hanceana Maxim. - Ilex hayataiana Loes. - Ilex hookeri King - Ilex insignis Hook. f. - Ilex integerrima (Vell.) Reissek - Ilex integra Thunb. | - Ilex intricata Hook. f. - Ilex ×kiusiana Hatus. - Ilex ×koehneana Loes. - Ilex krugiana Loes. - Ilex laevigata (Pursh) A. Gray - Ilex latifolia Thunb. - Ilex leucoclada (Maxim.) Makino - Ilex liukiuensis Loes. - Ilex longipes Chapm. ex Trel. - Ilex macfadyenii (Walp.) Rehder - Ilex macrocarpa Oliv. - Ilex macropoda Miq. - Ilex ×makinoi H. Hara - Ilex memecylifolia Champ. ex Benth. - Ilex ×meserveae S. Y. Hu - Ilex micrococca Maxim. - Ilex microdonta Reissek - Ilex mitis (L.) Radlk. - Ilex montana Torr. & A. Gray - Ilex mucronata (L.) M. Powell et al. - Ilex myrtifolia Walter - Ilex nipponica Makino - Ilex nothofagacifolia Kingdon-Ward - Ilex opaca Aiton - Ilex paraguariensis A. St.-Hil. - Ilex pedunculosa Miq. - Ilex perado Aiton - Ilex pernyi Franch. - Ilex pseudobuxus - Ilex pubescens Hook. & Arn. - Ilex purpurea Hassk. - Ilex rockii S. Y. Hu - Ilex rotunda Thunb. - Ilex rubra S. Watson - Ilex rugosa F. Schmidt - Ilex scopulorum Humb. & Bonpl. ex Schult. & Schult. f. - Ilex serrata Thunb. - Ilex sideroxyloides (Sw.) Griseb. - Ilex sikkimensis Kurz - Ilex sintenisii (Urb.) Britton - Ilex sugerokii Maxim. - Ilex szechuanensis Loes. - Ilex taubertiana - Ilex theezans Reissek - Ilex tutcheri Merr. - Ilex venulosa Hook. f. - Ilex verticillata (L.) A. Gray - Ilex viridis Champ. ex Benth. - Ilex vomitoria Sol. ex Aiton - lex ×wandoensis C. F. Mill. & M. Kim - Ilex warburgii Loes. - Ilex wightiana Wall. ex Wight - Ilex wilsonii Loes. - Ilex yunnanensis Franch. |

- Lista completa

## Classificação do gênero
| Sistema | Classificação                       | Referência               |
| ------- | ----------------------------------- | ------------------------ |
| Linné   | Classe Tetrandria, ordem Tetragynia | Species plantarum (1753) |